# Czerkasy Wołyńskie
Czerkasy Wołyńskie (ukr. Черкаси-Волинські, ros. Черкассы-Волынские) – przystanek kolejowy w pobliżu miejscowości Czerkasy, w rejonie kowelskim, w obwodzie wołyńskim, na Ukrainie.
Przystanek istniał przed II wojną światową.